# Kurt Brenkendorf

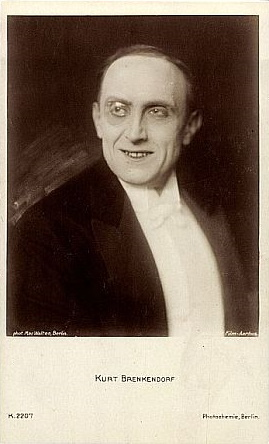
Brenkendorf etwa 1920

Kurt Brenkendorf (* 13. Juni 1882 in Danzig als Benno Kurt Bockenheuser; † 10. September 1944 in Berlin) war ein deutscher Schauspieler beim Stummfilm.

## Leben
Der Sohn des Malers Richard Bockenheuser und seiner Frau Selma, geb. Boeling, hatte zunächst ein Hoch- und Tiefbaustudium absolviert, ehe er sich für die Schauspielerei zu interessieren begann. Am Stadttheater Danzig sowie in Dresden unter der Anleitung des Hofschauspielers Adolf Winds erhielt er eine zwei Jahre umfassende Ausbildung. Seine Bühnenlaufbahn startete Bockenheuser unter dem Pseudonym Kurt Brenkendorf 1903 in Danzig. Sein Fach war anfänglich das des jugendlichen Helden und Liebhabers, auch während seiner Bühnenstationen Lübeck, Hannover, Neustrelitz, Ulm sowie Reval im russischen Zarenreich und St. Petersburg. 
Zu Beginn des Ersten Weltkriegs in Berlin eingetroffen, setzte Brenkendorf seine Theatertätigkeit fort, fand aber recht bald Gefallen am noch jungen Medium Film. Von Anbeginn wurde er mit Hauptrollen bedacht, sein Debüt gab er als Detektiv Fred Horst in einem Kriminalfilm. Krimireihen sollten zunächst sein Metier bleiben, in 18 weiteren Filmen verkörperte Kurt Brenkendorf den Meisterdetektiv Joe Jenkins.
1918 spielte er gemeinsam mit Conrad Veidt in den Filmen Opfer der Gesellschaft und Die Mexikanerin. In Opfer der Gesellschaft hatte er die Rolle des Fabrikbesitzers Spinegg. 1918 war er auch in dem Film Schirokko an der Seite von Margarete Schön zu sehen. Seit 1920 stand Brenkendorf fast ausschließlich vor der Kamera, zuletzt nur noch in Nebenrollen. Unter Regie von Robert Wiene spielte er 1920 an der Seite von Lil Dagover in dem Stummfilm Die Jagd nach dem Tode. 1920 war er außerdem in einer Hauptrolle in dem Film Der Funkenruf der Riobamba zu sehen. 1930 spielte er die Rolle des Juweliers Sanderson in dem Stummfilm Zeugen gesucht.
Der Übergang zum Tonfilm gelang ihm jedoch nicht. Nach längerem Ausbleiben von Rollenangeboten wechselte Kurt Brenkendorf 1930 für fünf Jahre zur technisch-chemischen Industrie, für die er als Betriebsleiter tätig wurde. Mehrere Kleinstrollen – General in Fridericus, Kellner in Liebe geht seltsame Wege, Ober in Wenn Frauen schweigen – ließen Brenkendorf in der zweiten Hälfte der 1930er-Jahre vor die Kamera zurückkehren, doch bereits nach Ausbruch des  Zweiten Weltkriegs war seine filmische Laufbahn endgültig beendet. Zu Beginn der 1940er-Jahre wurde er von der Firma Eugen Heimbucher als kaufmännischer Angestellter eingestellt. 1944 verstarb er im Klinikum Berlin-Buch.

## Filmografie (Auswahl)
| - 1915: Um 500.000 Mark - 1915: Satan Opium - 1916: Frauen, die sich opfern (auch Drehbuch) - 1917: Die Memoiren des Satans, 1. Teil: Dr. Mors - 1917: Die Memoiren des Satans, 2. Teil: Fanatiker des Lebens - 1917: Die goldene Brücke - 1917: Frau Marias Erlebnis - 1917: Das Edelfräulein - 1918: Opfer der Gesellschaft - 1918: Sirocco - 1918: X Y Z - 1918: Brockhaus, Band dreizehn - 1919: Der Erdstrommotor - 1919: Die Mexikanerin - 1920: Der Funkenruf der Riobamba - 1920: Das Zeichen des Malayen - 1920: Der Gefangene - 1920/21: Die Jagd nach dem Tode (4 Teile) - 1922: Gespenster - 1922: Wildnis | - 1923: Wettlauf ums Glück - 1923: Die Kette klirrt - 1924: Das Herz der Lilian Thorland - 1924: Gentleman auf Zeit - 1924: Dreiklang der Nacht - 1926: Der Herr der Nacht - 1928: Panik - 1929: Es war einmal ein treuer Husar - 1929: Besondere Kennzeichen - 1929: Geheimpolizisten - 1929: Jugendtragödie - 1929: Der Zigeunerprimas - 1929: Der Sittenrichter - 1930: Menschen im Feuer - 1930: Zeugen gesucht - 1936: Fridericus - 1937: Liebe geht seltsame Wege - 1937: Wenn Frauen schweigen - 1937: Revolutionshochzeit - 1937: Das indische Grabmal - 1939: Robert und Bertram |